# Anselmo Guarraci
Anselmo Guarraci (Agrigento, 14 febbraio 1926 – Palermo, 19 agosto 2000) è stato un politico italiano, esponente del Partito Socialista Italiano e parlamentare europeo.

## Biografia
Storico leader in Sicilia della sinistra socialista di Riccardo Lombardi.
È stato eletto alle elezioni europee del 1984 per le liste del PSI. È stato vicepresidente della Delegazione per le relazioni con i paesi del Magreb, membro della Commissione per l'agricoltura, la pesca e l'alimentazione e della Commissione per il controllo di bilancio.